# I, Pastafari: A Flying Spaghetti Monster Story
I, Pastafari: A Flying Spaghetti Monster Story ist ein Dokumentarfilm von Michael Arthur aus dem Jahr 2019.

## Inhalt
In dem Film werden Anhänger und Mitglieder der sogenannten Kirche des Fliegenden Spaghettimonsters gezeigt, genannt „Pastafari“, wie sie Religion parodieren und sich politisch, juristisch und gesellschaftlich dafür einsetzen, die gleichen Privilegien und gesetzlichen Ausnahmen zu erhalten, die den Religionen gewährt werden. Es treten unter anderem Samir Alloui, Niko Alm, Bruder Spaghettus, Edward J. Larson und Daniel C. Dennett auf.

## Rezeption
Am 5. Oktober 2019 feierte der Film Weltpremiere beim Nashville Filmfestival, danach folgten Aufführungen bei weiteren Festivals in den USA. Deutschlandpremiere war beim DOK.fest München 2020.
Der Film erhielt überwiegend positive Kritiken, unter anderem im Hollywood Reporter, Newsweek, The Guardian, Die Presse und Westdeutsche Zeitung.